# Издательство Тартуского университета
Изда́тельство Та́ртуского университе́та (эст. Tartu Ülikooli Kirjastus) — эстонское научное издательство, подконтрольное Тартускому университету. Специализируется на публикации литературы в сфере гуманитарных наук, включая такие области, как исследование литературы и культуры, семиотика («Труды по знаковым системам»), история, социология.